# 波里 (上科西嘉省)
波里（法語：Porri，法語發音：[pɔʁi]）是法国上科西嘉省的一个市镇，属于科尔泰区。

## 地理
波里（42°27'10"N, 9°26'1"E）面积4.5 平方千米，位于法国上科西嘉省，该省份位于科西嘉北部，后者为地中海西部的一座岛屿，也是法国的一个单一领土集体，位于法国大陆部分的东南面，意大利半島的西面，最临近的地块是撒丁岛。
与波里接壤的市镇（或旧市镇、城区）包括：卡萨尔塔、彭塔迪卡辛卡。

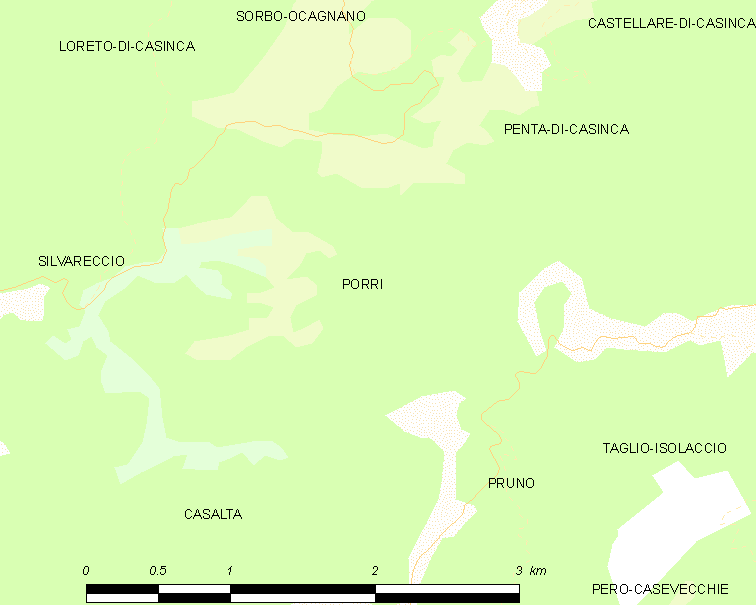
的OSM定位图

波里的时区为UTC+01:00、UTC+02:00（夏令时）。

## 行政
波里的邮政编码为20215，INSEE市镇编码为2B245。

## 政治
波里所属的省级选区为卡辛卡-富马尔托县。

## 人口

1962-2008年间人口变化图示

波里于2022年1月1日时的人口数量为44人。